# WhoMadeWho
WhoMadeWho ist eine dänische Band, die im Jahr 2003 in Kopenhagen gegründet wurde.

## Geschichte
WhoMadeWho erlangten in Skandinavien Bekanntheit durch die Veröffentlichung einer EP mit Cover-Versionen von Electro-House-Titeln wie Flat Beat oder Benny Benassis Satisfaction. 2005 erschien das unbetitelte Debütalbum des Trios aus Jeppe Kjellberg (Gitarre, Gesang), Tomas Høffding (als Solokünstler auch bekannt als Bon Homme –  Bass, Gesang) und Tomas Barfod (Schlagzeug), gefolgt von einer akustischen Version des ersten Albums unter dem Titel Green Versions. 2009 legte die Band ihr Album The Plot auf Gomma Records vor.
Produziert wurde The Plot von den Münchener DJs und Musikern Jonas Imbery und Mathias Modica. Die Band tritt in schwarz-weißen Harlekin-Kostümen auf und „verzichtet ganz auf klassische Pop- und Rockismen wie Instrumentalsoli“, so der Kritiker Jens-Christian Rabe in seiner Besprechung von The Plot. „Musik, der diesen Moment (der Hipness) auf den Punkt bringt, als die Musik, die WhoMadeWho auf The Plot geschaffen haben, dürfte in diesem Sinne derzeit nicht zu haben sein.“
Schlagzeuger Tomas Barfod stammt aus der elektronischen Clubmusik und arbeitete zuvor als DJ, Remixer und Produzent; Sänger Jeppe Kjellberg kommt aus dem Bereich des Jazz und hat einen Abschluss des Kopenhagener Konservatorium für Rhythmische Musik. Bassist Tomas Høffding spielte vorher in dänischen Garagen-Rockbands.
Zum Fest des frühlingshaften Sonnenstandes im Februar 2021, noch während des allgemeinen Lockdowns in Europa, gab die Band ein Online-Live-Konzert vor dem Tempel von Ramses II. inmitten des Assuan-Stausees.

## Mitglieder

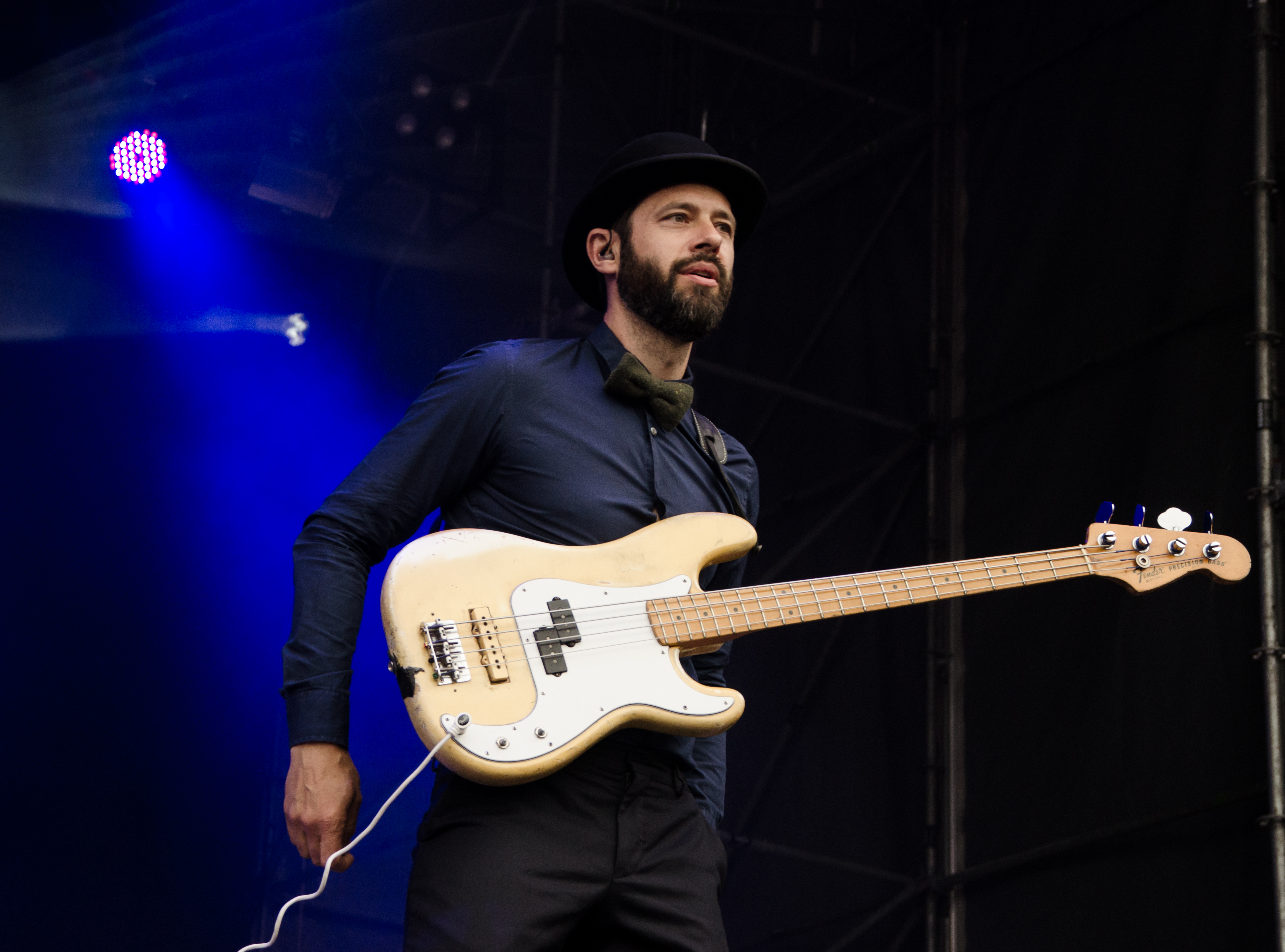
Sänger und Bassist Tomas Hoffding
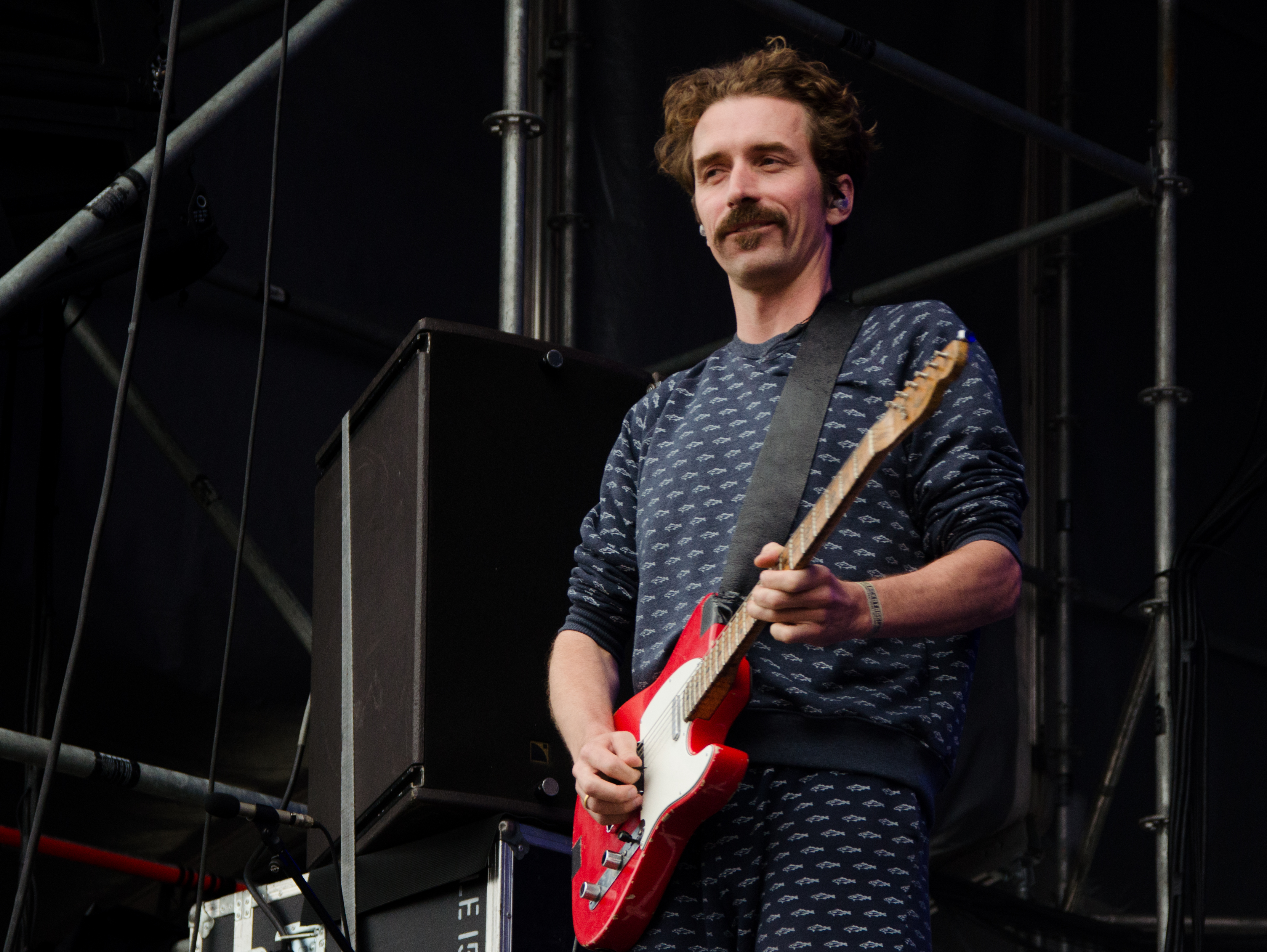
Sänger und Gitarrist Jeppe Kjellberg
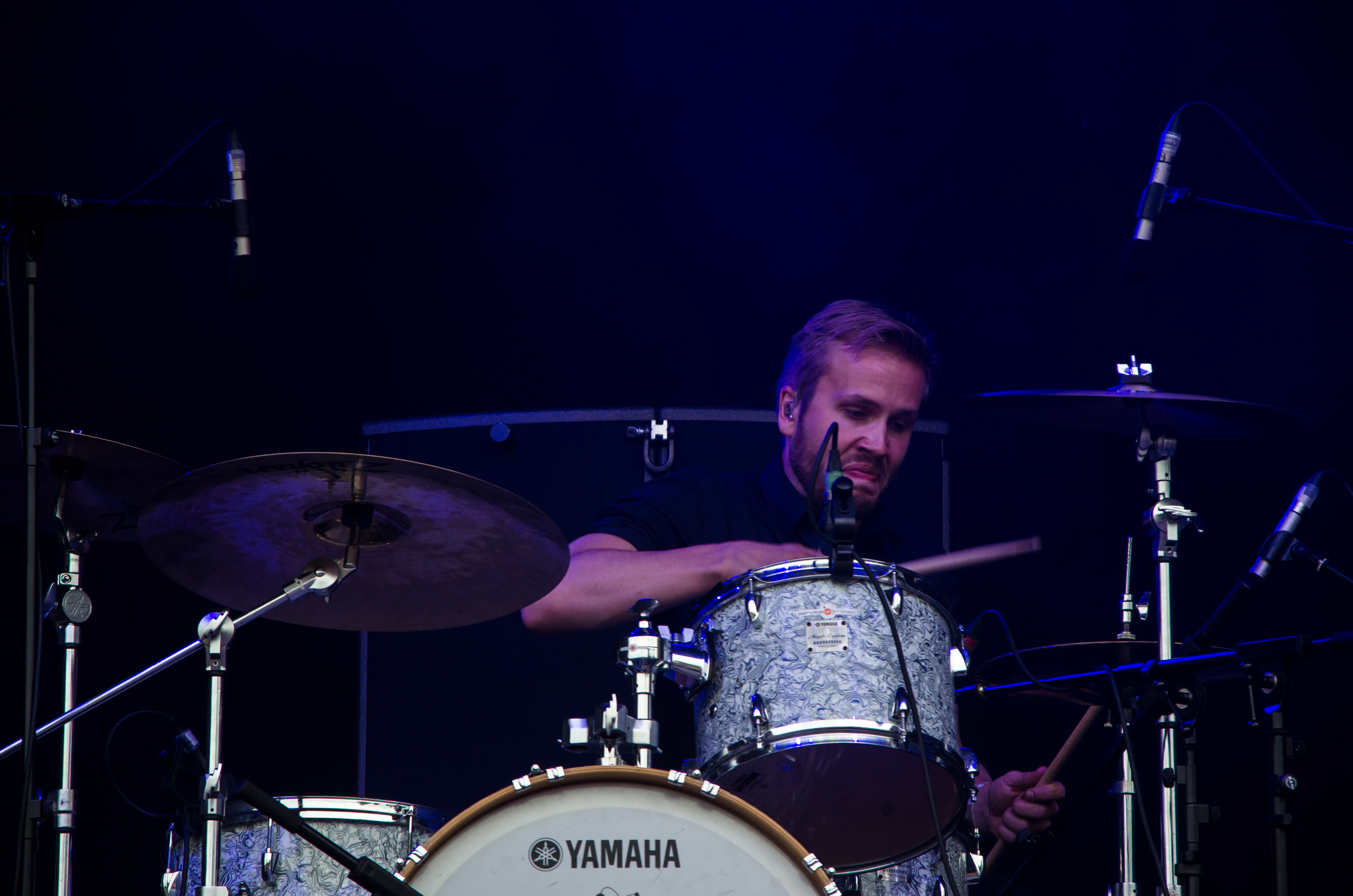
Schlagzeuger Tomas Barfod

## Diskografie
Alben
- 2005: WhoMadeWho (Gomma Records)
- 2006: The Green Versions (Gomma Records)
- 2009: The Plot (Gomma Records)
- 2011: Knee Deep (Kompakt)
- 2012: Brighter (Kompakt)
- 2014: Dreams (Darup Associates)
- 2018: Through the Walls (Embassy of Music)
- 2022: UUUU (Embassy One)
- 2024: Kiss & Forget

## Belege
1. ↑  Wenn Dänen Abu Simbel grooven. Auf: orf.at vom 22. Februar 2021.
2. ↑  Chartquellen: DK